# Stepan Rudanski
Stepan Wasylowycz Rudanski (ukr. Степан Васильович Руданський, ur. 6 stycznia 1834 w Chomutyncach w obwodzie winnickim, zm. 3 maja 1873 w Jałcie) – ukraiński poeta i folklorysta.
Tworzył romantyczne ballady, poematy historyczne i wiersze liryczne oparte na motywach burłackich pieśni, a także humoreski w stylu kołomyjek (m.in. Spiwomowky z 1880). Jest również autorem przekładów starogreckich, rzymskich, rosyjskich i słowiańskich poetów.